# Djafar Gacem
Djafar Gacem es un director argelino. Es más conocido como director de populares series de televisión y películas Nass Mlah City, Djemai Family, Sultan Achour 10 y Bouzid Days.

## Biografía
Gacem nació el 18 de septiembre de 1966 en Argel, Argelia.

## Carrera profesional
En 2001, dirigió la comedia de televisión Nass Mlah City, que se emitió por primera vez en Télévision Algérienne, Canal Algérie y A3 el 6 de noviembre de 2002 y obtuvo una respuesta favorable del público. La serie concluyó en marzo de 2006 después de 119 episodios durante tres temporadas. En 2006, ganó el Premio al Mejor Director en los festivales Fennec d'or por la serie.
Tras el éxito de Nass Mlah City, dirigió la serie de televisión Djemai Family en 2008, por la cual fue galardonado como Mejor Director en el Festival Fennec d'or. En 2013, realizó la serie Dar El Bahdja y en 2015, Sultan Achour 10. En 2019 dirigió su primer largometraje de ficción histórica Héliopolis. La proyección de la película tuvo que retrasarse debido al impacto de la pandemia del COVID-19 en la industria cinematográfica de Argelia. El tráiler se lanzó el 25 de octubre de 2020 y finalmente se proyectó bajo estrictas condiciones de salud el 4 de noviembre de 2020. Fue seleccionada como la entrada argelina al Mejor Largometraje Internacional en la 93.ª edición de los Premios Óscar.

## Filmografía
| Año       | Título                        | Rol                            | Tipo                |
| --------- | ----------------------------- | ------------------------------ | ------------------- |
| 2002–06   | Nass Mlah City                | Director, productor y escritor | Serie de televisión |
| 2002      | Jil Music                     | Director                       | Programa musical    |
| 2005      | Mobilis: 2 millions d'abonnés | Productor ejecutivo            | Cortometraje        |
| 2005      | Mobilink: Oria                | Productor ejecutivo            | Cortometraje        |
| 2006      | Binatna                       | Director                       | Serie de televisión |
| 2008-2011 | Djemai Family                 | Director                       | Serie de televisión |
| 2013      | Dar El Bahdja                 | Director                       | Serie de televisión |
| 2016      | Bouzid Days                   | Director                       | Serie de televisión |
| 2015-2021 | Sultan Achour 10              | Director y escritor            | Serie de televisión |
| 2020      | Héliopolis                    | Director y escritor            | Película            |
| 2023      | Dar El Fechouch               | Director                       | Serie de televisión |